# Caméras Éclair
Caméras Éclair désigne un ensemble de caméras de cinéma professionnelles au format 35 mm, dont l'Éclair-Gillon, le Caméréclair et la Camérette de l’époque du cinéma muet, puis le Caméréclair Radio (avec enregistrement interne du son), et enfin le Caméréclair Studio d'après la Seconde Guerre mondiale, devenu par la suite Camé 300 Reflex.

## Histoire
D’abord centrée sur la production de films, la Société française des Films l’Éclair, fondée par Charles Jourjon, s’oriente vers la fabrication de matériel cinématographique et notamment d’appareils de prise de vues. C’est ainsi qu’une première caméra, l’Éclair-Gillon 35 mm, est mise sur le marché en 1908. Modèle encombrant par son magasin coplanaire interne, il est remplacé en 1912 par un modèle plus petit, au magasin coaxial. Après la Première Guerre mondiale, cette caméra est cédée à la société de Léopold Maurice, Cinéma Tirage L. Maurice (C.T.M.)
En 1924, Éclair sort une caméra plutôt performante, le Caméréclair, qui est aussitôt confrontée à la concurrence d’une autre invention française : la caméra Debrie Parvo. La mise au point du Super Parvo dans les années 1930 laisse Éclair en retrait des caméras de studio. L’arrivée en 1947 du Caméréclair Studio rétablit l’équilibre, confirmé par le Camé 300 Reflex.
Mais c’est la conception en 1947 de la caméra Caméflex (version 35 mm et version biformat 35 et 16 mm), première caméra française à posséder une visée reflex qui met en pointe la technologie Éclair. Cet appareil cumule une série d’innovations qui lui assure un succès international. Elle est exportée aux États-Unis sous l’appellation (ancienne) de Camerette et s’impose par son ergonomie inégalée à l’époque. Dans les années 1960, la caméra Éclair 16, au format 16 mm, caméra dite « autosilencieuse », assure la suprématie d’Éclair en gagnant le marché de l’Office de radiodiffusion-télévision française. Elle est perfectionnée lors d’un court passage de Jean-Pierre Beauviala chez Éclair, où il met au point et brevète le dispositif de synchronisation avec un enregistreur sonore par la régulation par quartz des moteurs électriques de chaque machine.

## Description duCaméréclair

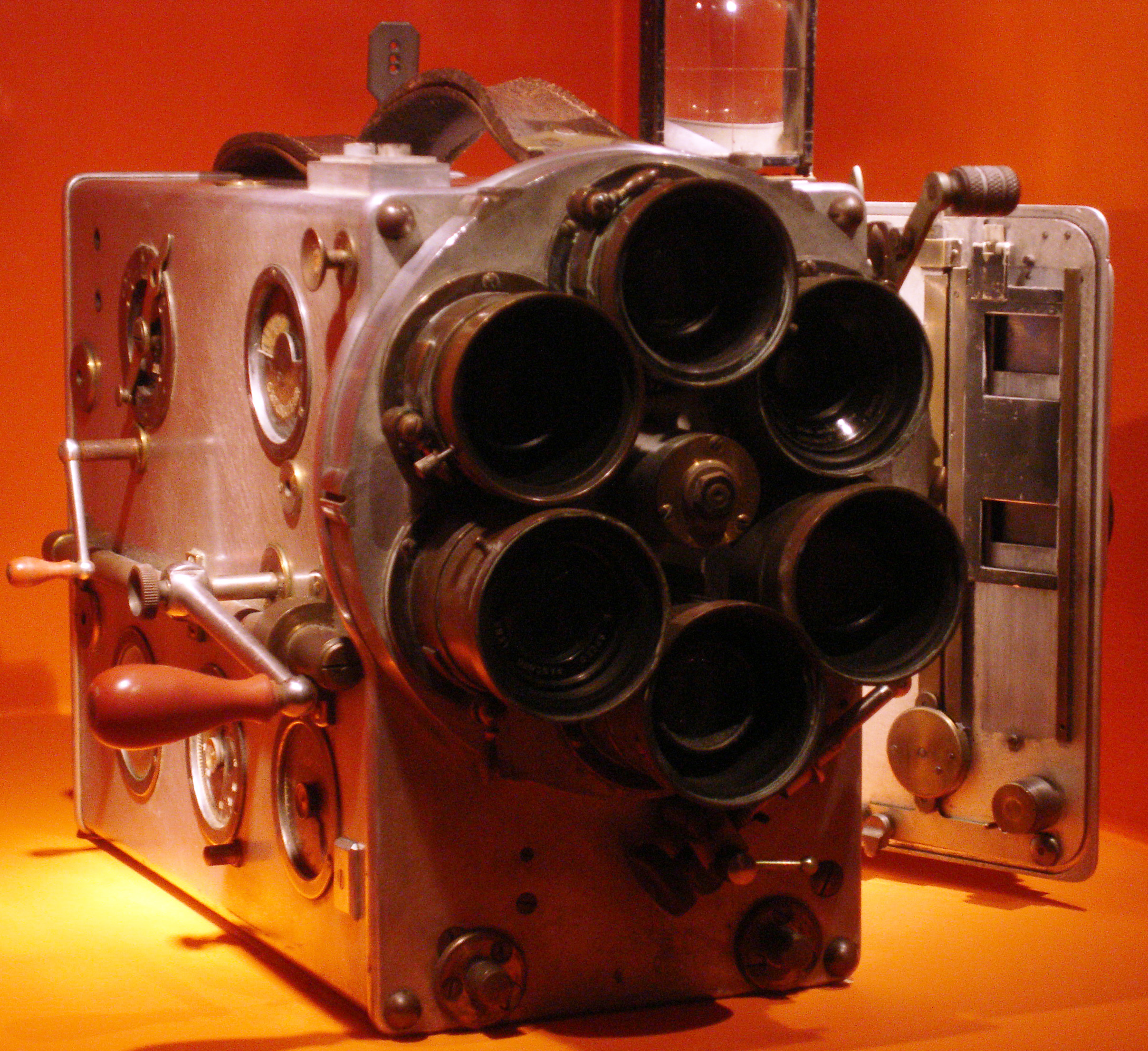
Caméréclair (1924).

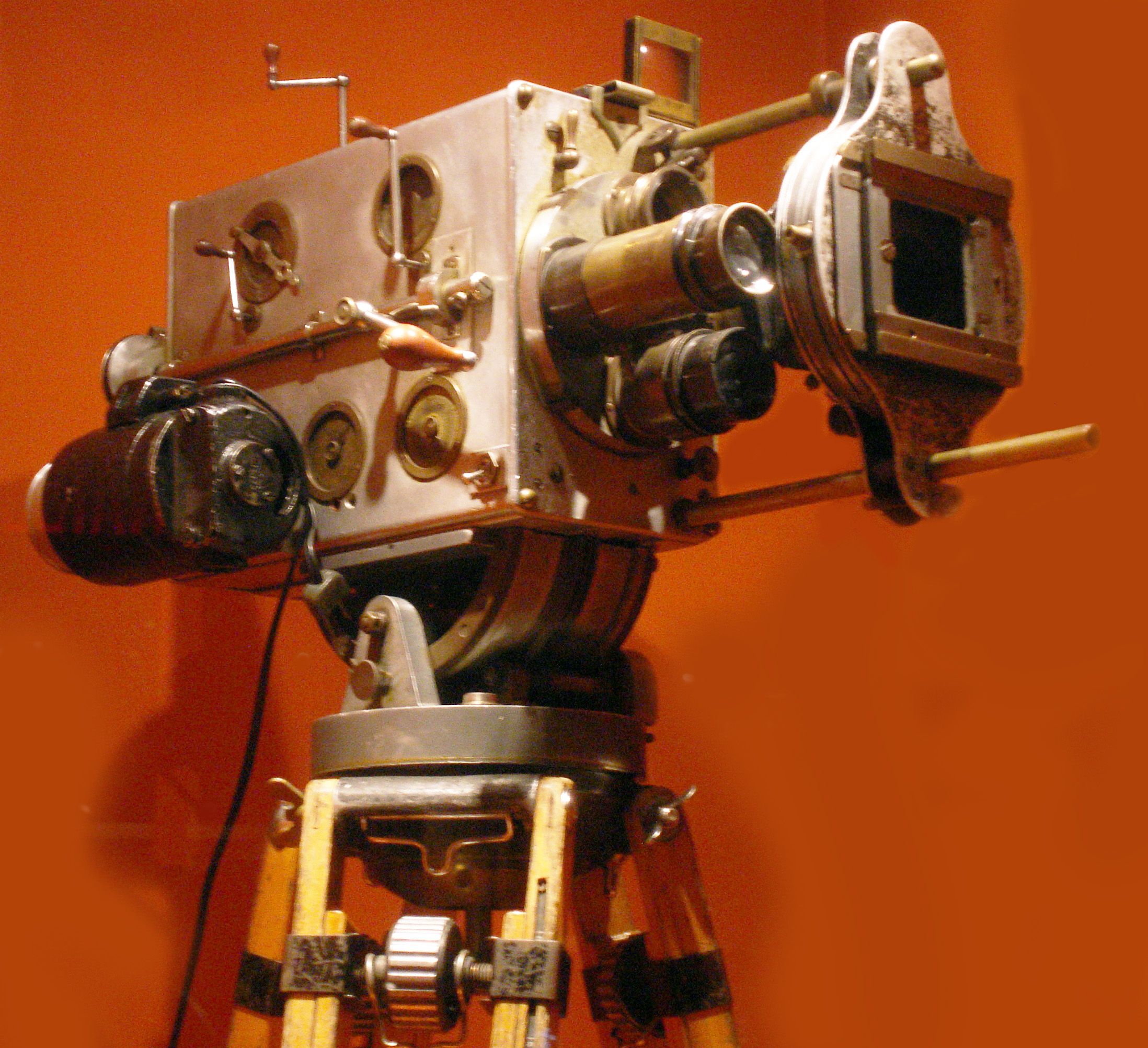
Caméréclair (1928).

En collaboration avec l’ingénieur Jean Méry, la société Éclair lance au début des années 1920 le Caméréclair, dont le boîtier est en aluminium poli et verni afin de réfléchir les rayons du soleil et de protéger ainsi la pellicule de toute élévation anormale de la température interne, et le bâti en fonte d’alu pour réduire son poids. Une grande manivelle entraîne le mécanisme, mais il est possible d’installer un moteur électrique 32 volts sur batteries qui ne favorise pas l’installation et la manipulation rapides de la caméra. La cadence de prise de vues peut varier de 12 à 30 images par seconde. La pellicule est entraînée dans un mouvement intermittent par un cadre porte-griffes (voir plus loin). Des débiteurs dentés jumelés assurent le déroulement de la pellicule vierge et son ré-enroulement une fois impressionnée. Deux boucles de latham séparent les mouvements continu et intermittent. Une petite manivelle permet la prise de vue d’une seule image à chaque tour, ce qui permet l’animation. Les fondus sont exécutés soit manuellement, soit automatiquement.
Une tourelle circulaire portant quatre objectifs, permet une grande variété de cadrages sans avoir à démonter les optiques qui sont de marque Tessar aux focales F=35, 50, 90 et 150 mm. Leur mise au point individuelle est assurée par un bouton unique situé à l’arrière de la caméra, vers l’opérateur. Sur le côté, une loupe de mise au point permet de vérifier la netteté de l’image sur un verre dépoli installé derrière le film. Cette opération ne peut se faire qu’à l’arrêt de la machine.

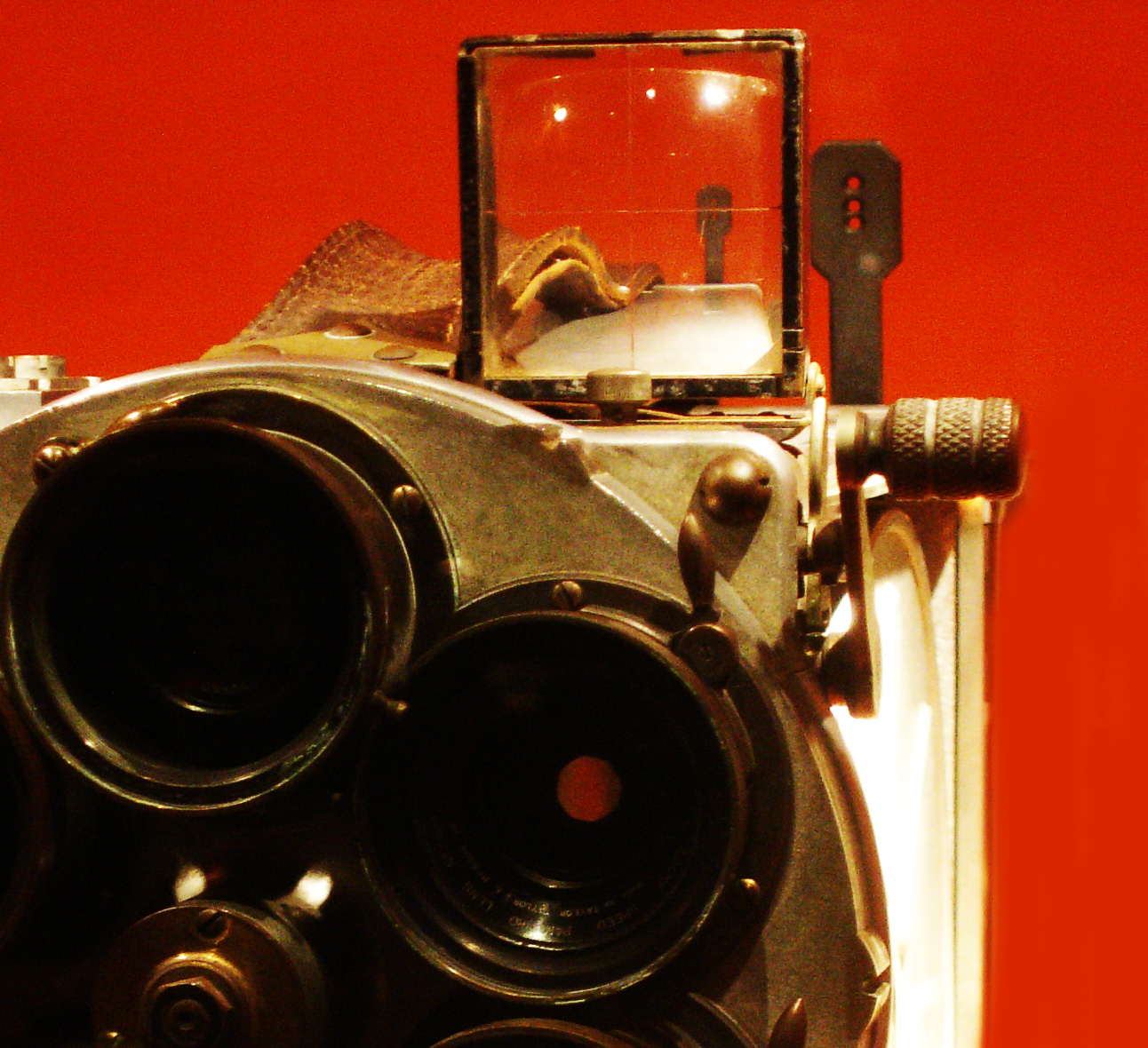
Caméréclair (1924). On voit bien le "viseur sportif" au-dessus du boîtier.

En 1928, un modèle plus performant, mais reprenant les qualités de son prédécesseur, est mis en place pour contrer la concurrence, et notamment le Debrie Parvo L, bien supérieur au Caméréclair de 1920. Un inconvénient de ce dernier est supprimé, qui le mettait en défaut par rapport à la caméra d’André Debrie avec les risques de bourrage de pellicule. En effet, lorsque le cadre porte-griffes remontait pour se remettre en position haute, tandis que le photogramme était impressionné sur la pellicule, les dents, en forme de crocs montés sur ressort, s’effaçaient et glissaient le long de la pellicule. En redescendant, elles agrippaient les perforations, entraînant la pellicule dans un nouveau cycle. Ce dispositif avait l’avantage d’être relativement silencieux mais il présentait le risque majeur de provoquer un bourrage de la pellicule, capable de la casser, et aussi de l’abraser et de créer des débris minuscules susceptibles de rayer le film. Dans cette nouvelle conception, l’entraînement du film 35 mm est faite par deux griffes qui se retirent et remontent sans contact avec la pellicule. La fixité de l’impression est garantie par deux contre-griffes qui bloquent le film en s’engageant dans les perforations. La planéité parfaite de la pellicule au moment de l’exposition est assurée par un presseur intermittent. « Les griffes de traction opèrent leur descente en un temps très court, mais toutefois sans aucun danger pour les perforations. Pendant que les griffes de traction se retirent, les griffes de fixité pénètrent dans les perforations et actionnent vers la fin de leur poussée le cadre presseur intermittent qui maintient le film pendant l'exposition et qui s'en éloigne pendant la traction. Le résultat est d'une fixité absolue des images et l'absence de toutes rayures, effluves ou autres détériorations du film. »
L’obturateur est réglable, ce qui permet d’adapter son ouverture à la lumière et au déplacement des sujets filmés.
Dans ce modèle, la tourelle ne comporte pas moins de six objectifs.
La visée peut se faire rapidement (mais sans précision) avec un viseur sport présent au-dessus de la caméra. Une visé plus précise se fait à l’arrêt par l’intermédiaire d’un prisme (comme pour le modèle 1920), mais à la demande pressante des cadreurs, Jean Méry a ajouté une visée à l’arrière de la caméra par tube optique placé derrière la pellicule et qui mène à l’œil de l’opérateur l’image vue à travers cette pellicule qui, à l’époque, n’a pas encore de couche dorsale opaque anti-halo.
Un modèle spécifique, le Caméréclair Radio, lancé en 1932, contient deux bandes argentiques 35 mm, l’une pour l’impression des photogrammes, l’autre pour enregistrer une bande-son optique.

## Description de laCamérette Éclair
Il s’agit d’une caméra de poing, à charger en 35 mm sous la forme de galettes de 30 mètres, pour des prises de vues qui ne permettent pas l’installation d’un trépied photographique : actualités, reportages… C’est aussi une création en 1927 de l’ingénieur Jean Méry qui déclare le brevet d’un « appareil portatif automatique ». Cette caméra est équipée de deux objectifs. L’entraînement du film est fait par deux débiteurs dentés séparés et un système à griffes rétractables identique à celui du Caméréclair de 1920. Le moteur à ressort est remonté par un système original : un câble. La description que fait Jean Méry de ce système est étonnante : « Le câble est attaché à une courroie serrée sur l’opérateur et celui-ci, tenant l’appareil, n’a qu’à allonger brusquement les bras, puis à les ramener vers soi pour opérer le remontage. » Un remontage que l’on peut même exécuter durant la prise de vues.

## Description du Camé 300 Reflex

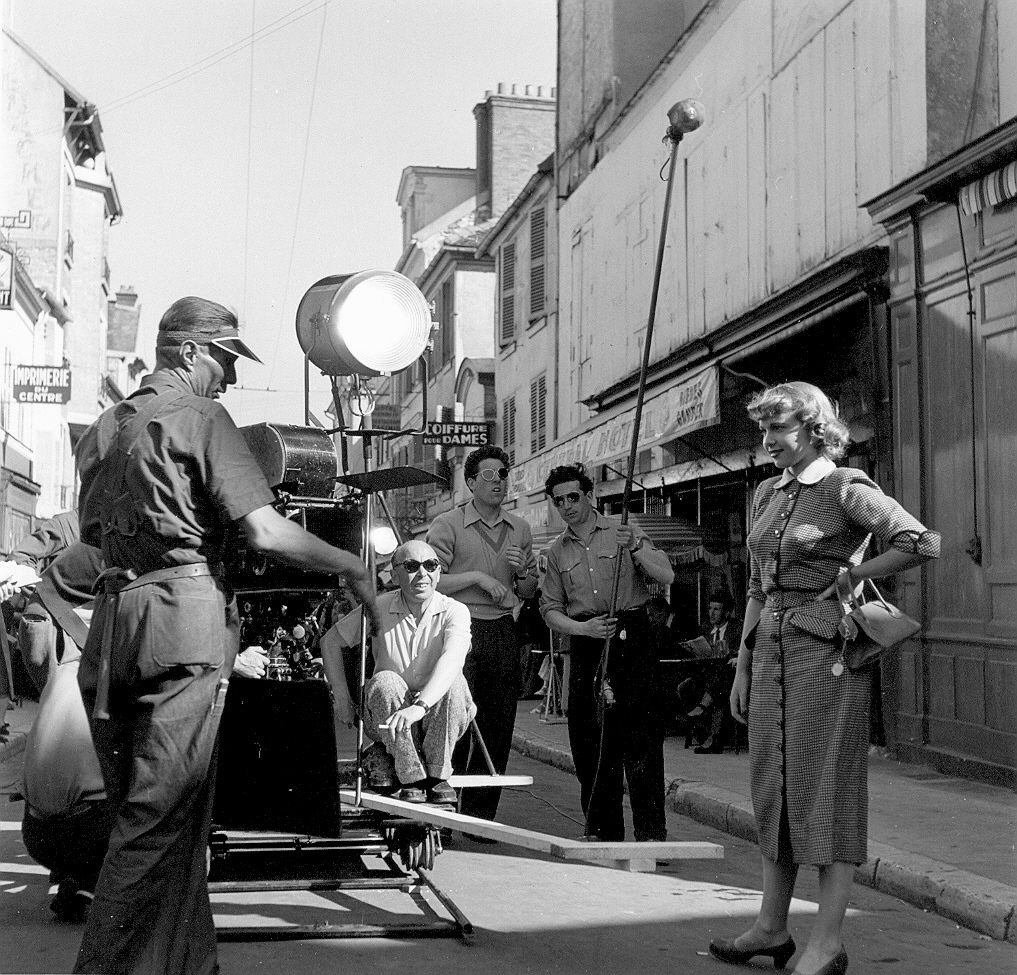
Le réalisateur français Emil-Edwin Reinert et le Caméréclair Studio "blimpé" pour Le destin s'amuse, avec Dany Robin (1947).

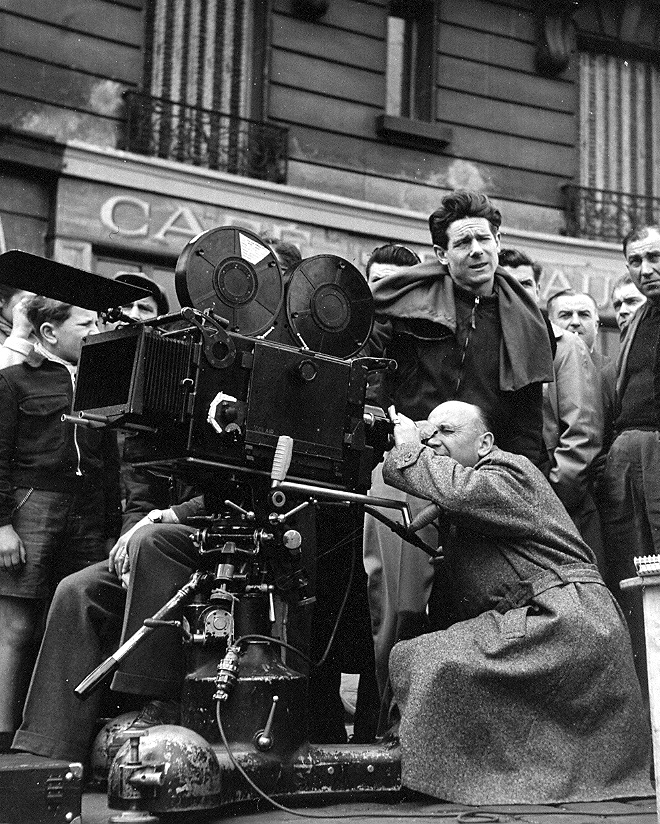
Reinert à l’œilleton d’un Caméréclair Studio pour Quai de Grenelle (1949).

Il s’agit d’une caméra de studio de (60 kg), donc malgré tout moins lourde que la caméra Michell BNC (80 kg), et dotée d’une visée reflex, contrairement à la caméra américaine qui ne possède qu’un viseur clair latéral très confortable. Son nom est d’ailleurs au départ Caméréclair Studio. « La qualité primordiale du nouveau Caméréclair-Studio est d'être absolument silencieux. Il permet en effet de réaliser des prises de vues sonores sans qu'à aucun moment le bruit du fonctionnement ne soit enregistrable par le micro, même dans le cas des gros plans les plus rapprochés. Une autre nouveauté est l'adaptation d'un viseur optique dont la parallaxe est automatiquement corrigée pour toutes les distances de mise au point et pour tous les foyers. Ce viseur est appelé à rendre les plus grands services, les opacités croissantes des émulsions permettant de moins en moins de faire la mise au point et le cadrage directement sur le film. »
La caméra, que l’on peut charger en galettes de 300 mètres de pellicule (soit 11 minutes de prise de vues) est équipée d’un système anti-bourreur aussi bien en marche avant qu’en marche arrière. Le moteur électrique est situé directement dans le boîtier caméra. Le viseur n'est pas spécialement pratique (voir photo de droite). En 1952, le Caméréclair Studio est enfin équipé d’une visée reflex orientable, et prend ainsi son appellation définitive de Camé 300 Reflex.

### Articles externes
- « Caméra film 35 mm (CNC-AP-96-155) », sur cinematheque.fr (consulté le 4 novembre 2023)